# Мамье, Лиза
Лиза Мамье (фр. Lisa Mamié, род. 27 октября 1998) — швейцарская пловчиха, призёр чемпионата Европы. Член сборной Швейцарии по плаванию.

## Биография
Лиза Мамье училась в спортивной школе при кантональной школе Рамибюль, а с лета 2018 года изучает лингвистику итальянского и французского языка в Цюрихском университете. Спортсменка свободно говорит на немецком, английском, французском и итальянском языках, постоянно проживает в Цюрихе. Ее мать итальянка, отец швейцарец.

## Спортивная карьера
Лиза Мамье с тринадцатилетнего возраста выступает за цюрихский спортивный клуб. Является рекордсменом Швейцарии по плаванию брассом на 100 и 200 метров в обычном бассейне и на 50 и 100 метров на короткой воде. Её тренирует Дирк Рейнике. 
Швейцарская спортсменка выполнила норматив на дистанциях 100 и 200  метров брассом для участия в летних Олимпийских играх в Токио.
В мае на чемпионате Европы по водным видам спорта, который состоялся в Будапеште, в Венгрии, Лиза на дистанции 200 метров брассом завоевала серебряную медаль, проплыв в финальном заплыве за 2:22,05 и улучшив национальный рекорд на 2,22 секунды. 